# Однажды под Полтавой
«Однажды под Полтавой»(укр. «Одного разу під Полтавою») — ситком компании «95 квартал». Впервые появился на украинском телеканале ТЕТ 28 октября 2014 года. Ситком является спин-оффом скетчкома «Краина У», герои оказались настолько удачными, что стали персонажами отдельного сериала.
Осенью 2016 на телеканале ТЕТ показали уже третий сезон сериала, увенчался успехом и высокими рейтингами. Уже в начале июня 2017 начались съемки 4 сезона. 21 февраля 2018 — 20 марта 2018 прошла премьера 5 сезона на телеканале ТЕТ, а позже на Квартал-95. 13 февраля 2023 — 2 марта 2023 прошла премьера финального 15 сезона на телеканале ТЕТ.

## Сюжет
В проекте появились герои скетчкома «Краины У» Яринка, Юрчик, Кум и Участковый из живописного села на Полтавщине, к которым присоединились новые персонажи — дед Пётр и продавщица магазина Вера. К первому все герои будут бегать за советами, вторая же станет предметом страсти и объектом ухаживаний Участкового.
Таких бурных событий это село не видело со времён Полтавской битвы. Нашествие байкеров, шумные вечеринки в американском стиле, магические ритуалы и, как всегда, море авантюр.

## В ролях
| Актёр                  | Роль                                                        |
| ---------------------- | ----------------------------------------------------------- |
| Ирина Сопонару         | Ярина (Яринка) Валерьевна Ткач                              |
| Юрий Ткач              | Юрий (Юрчик) Константинович Ткач                            |
| Виктор Гевко           | Виктор (Витя) Гевко кум Юрчика                              |
| Александр Теренчук     | Александр (Сашко) Теренчук участковый, парень Веры          |
| Анна Саливанчук        | Вера Петровна Ковальчук продавщица, девушка Сашка           |
| Александр Данильченко  | Дед Пётр                                                    |
| Владимир Зеленский     | голос за кадром (1-5 сезон)                                 |
| Алёна Бондарева-Репина | Кристина мама Юрчика                                        |
| Алина Гордиенко        | продавщица на рынке (8-11 сезон)                            |
| Ирина Токарчук         | Светлана Семёновна Назарук продавщица на рынке (8-11 сезон) |
| Дмитрий Голубев        | Борис (Борик) Гоменюк                                       |
| Александр Степаненко   | Тоха бармен                                                 |
| Александра Машлятина   | Наталия (Наталка)                                           |

## Перечень серий
| Сезон | Сезон | Эпизоды | Оригинальная дата показа | Оригинальная дата показа |
| Сезон | Сезон | Эпизоды | Премьера сезона          | Финал сезона             |
| ----- | ----- | ------- | ------------------------ | ------------------------ |
| 1     |       | 8       | 28 октября 2014          | 5 ноября 2014            |
| 2     |       | 20      | 4 сентября 2015          | 28 сентября 2015         |
| 3     |       | 20      | 18 августа 2016          | 16 сентября 2016         |
| 4     |       | 20      | 9 октября 2017           | 2 ноября 2017            |
| 5     |       | 20      | 21 февраля 2018          | 20 марта 2018            |
| 6     |       | 20      | 17 сентября 2018         | 10 октября 2018          |
| 7     |       | 20      | 14 марта 2019            | 4 апреля 2019            |
| 8     |       | 20      | 30 сентября 2019         | 24 октября 2019          |
| 9     |       | 20      | 23 февраля 2020          | 19 марта 2020            |
| 10    |       | 20      | 14 сентября 2020         | 2 октября 2020           |
| 11    |       | 20      | 26 октября 2020          | 13 ноября 2020           |
| 12    |       | 20      | 15 февраля 2021          | 5 марта 2021             |
| 13    |       | 20      | 16 августа 2021          | 3 сентября 2021          |
| 14    |       | 20      | 22 ноября 2021           | 10 декабря 2021          |
| 15    |       | 20      | 13 февраля 2023          | 2 марта 2023             |

## Неточности
1. В 26 серии закадровый голос говорит: «Полтавская область граничит с восемью областями». На самом деле Полтавская область граничит с семью областями.
2. Слово «варьят», использовавшееся в сериале — диалектизм поднестровского диалекта украинского языка (Львовская область).